# Диаздинов, Олег Вячеславович
Олег Вячеславович Диаздинов (род. 26 августа 1965 года, Москва) — российский тренер по прыжкам с шестом, мастер спорта СССР, заслуженный тренер России (2009).

## Биография и карьера
Олег Вячеславович Диаздинов родился 26 августа 1965 года в Москве. В 1972 году учился в школе-интернате № 42. Начал заниматься прыжками с шестом в 13 лет. Личный рекорд — 5,40 м. После окончания Государственного центрального ордена Ленина института физической культуры в 1987 году, в связи с невысокими результатами завершил спортивную карьеру. Переквалифицировался в портного по коже.
Начал тренерскую работу лишь в 2001 году. Первой ученицей Олега Вячеславовича была Юлия Голубчикова, которая под его руководством стала чемпионкой Европы в помещении 2009 года, пятикратной чемпионкой России, участвовала в летних Олимпийских играх 2008 года и завоевала множество других наград. Также Диаздинов тренировал Ольгу Чигиринцеву и Анну Жидкову.
Олег Вячеславович работает в СШОР «МГФСО» Москомспорта по лёгкой атлетике, где в настоящее время тренирует группу молодых спортсменок — Анжелу Андерсон, Александру и Марию Пышинских, Милану Фахрутдинову.
20 июля 2009 года Диаздинову присвоено почётное звание «Заслуженный тренер России».

### Семья
Женат, есть дочь — Наталия (род. 04.09.1992).